# Diestota crassicornis
Diestota crassicornis är en skalbaggsart som beskrevs av Sharp 1908. Diestota crassicornis ingår i släktet Diestota och familjen kortvingar. Inga underarter finns listade i Catalogue of Life.